# فاوستو تينزا
فاوستو تينزا (بالإسبانية: Fausto Tienza) (8 يناير 1990 بتالافيرا لا ريال في إسبانيا - ) هو لاعب كرة قدم إسباني في مركز الوسط. لعب مع ريال بيتيس ونادي ألكوركون ونادي مليلية وCaravaca CF ‏ وCD La Muela ‏ وCF La Nucía ‏.

## وصلات خارجية
- فاوستو تينزا على موقع قاعدة بيانات كرة القدم.إي يو (الإنجليزية)
- فاوستو تينزا على موقع Soccerbase.com (لاعب) (الإنجليزية)
- فاوستو تينزا على موقع Soccerway.com (الإنجليزية)
- فاوستو تينزا على موقع AS.com (الإسبانية)